# 七つ面
『七つ面』とは、歌舞伎十八番のひとつ。

## 解説

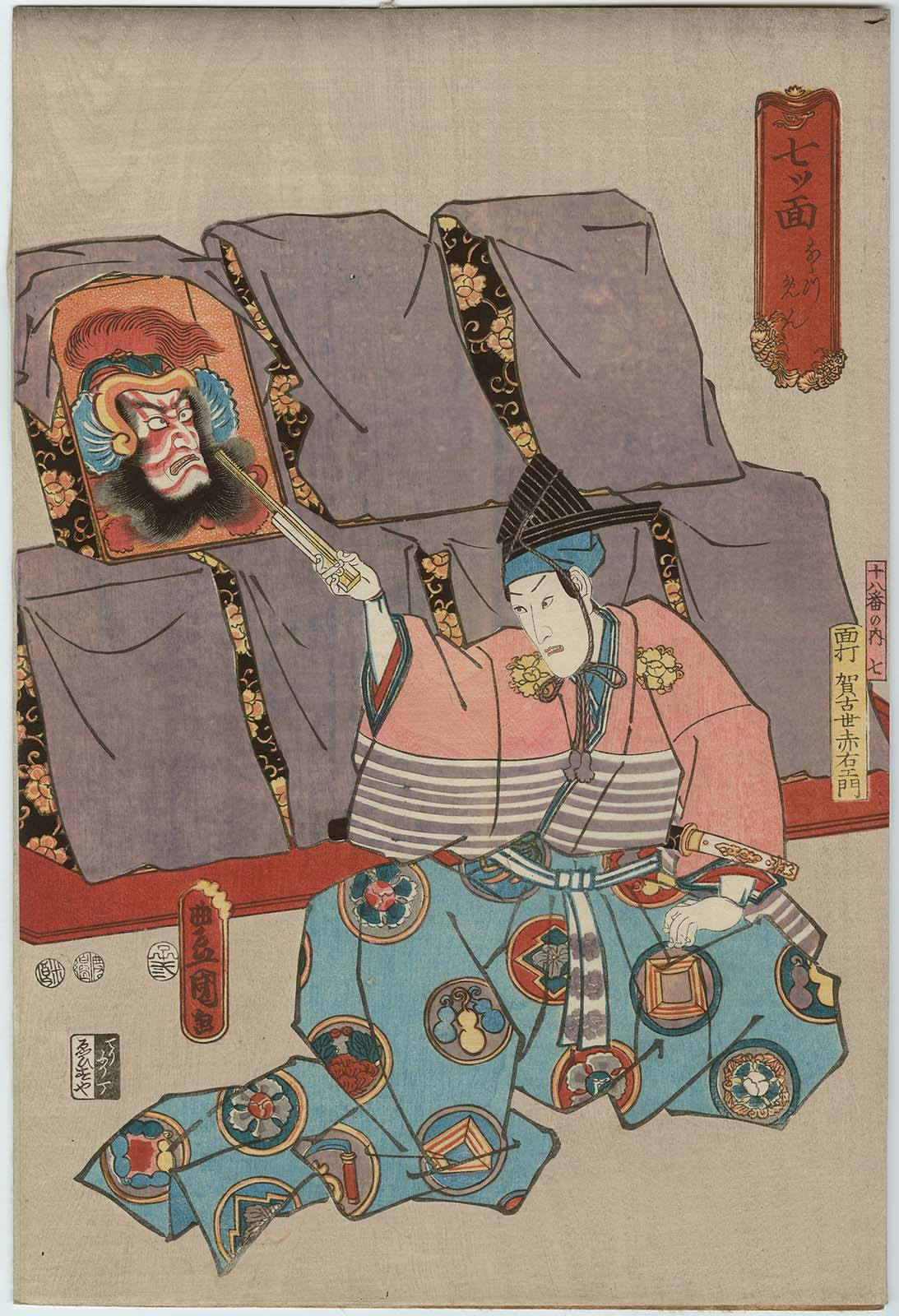
七ツ面 （三代目歌川豊国画）

元文5年（1740年）2月、江戸市村座上演の『姿観隅田川』（すがたみすみだがわ）に、二代目市川海老蔵（二代目市川團十郎）の元興寺（）赤右衛門で初演された。この『姿観隅田川』については台本が残っておらず詳細は不明であるが、『歌舞伎年表』によれば隅田川物に清玄桜姫物をない交ぜにした内容だったようである。その中で演じられた『七つ面』の内容は、『中古戯場説』と『歌舞妓十八番考』によればおよそ以下のようなものであった。
場所は吉田少将の館。そこに隅田川物ではお馴染みの吉田少将をはじめとする人々が居るところに、面打師の元興寺赤右衛門（実は粟津六郎）が現れる。その格好は頭に浅葱頭巾を被った上に侍烏帽子を被り素襖の姿（ただし素襖の上着を略して袴だけ）、手には桜の枝をかたげ、腰元たちに戯れかかるやりとりがあったという。
舞台の上手には面を収める箱が五つ並べてあり、吉田少将が側室の班女の前にその面箱の中の面を見せようと開けると、尉（）の面があった。次に少将が妻の桜姫にも見せようと違う箱を開けると、今度は塩吹（）の面。さらにその次には般若の面。さらに姥（）の面、最後は口をくわっと開けた武悪（）の面であった。そして人々は皆一旦引っ込む。
そのあと吉田家の家老久米平内左衛門が、吉田家の館に来ていた勅使の太宰の熊主とともに舞台に現れるが、この二人は悪人で、密かに盗み出した都鳥の一巻（吉田家の重宝）を懐より出して悪事の相談をする。そこへ奥より人の来る気配がするので、慌てて平内左衛門は持っていた都鳥の一巻を後ろ手にして隠そうとした。するとなんと、さきほどの武悪の面が一巻をくわえて奪い取ったのである。平内左衛門が驚いて後を振り返ると、面が一巻をくわえたまま箱の蓋はぴっしゃりと閉じてしまい、押しても引いても開かなかった。
だいたい以上のような内容を記しているが、実は上の五つの面とは作り物の面ではなく、海老蔵自身が演じていたものだったというのである。つまり、おそらくは面箱の裏側から穴を開け、そこから顔だけを出して表情を作り、鬘や眉を付けたり、般若なら頭に角を付けるなどして面に化けるという趣向で、面が都鳥の一巻をくわえたというのも、役者自身が面に扮していたからであった。この面の趣向について『中古戯場説』は、「実の面と見え、みなみな我を折たり」「凄い程よく似たりし」との評判だったと伝えているが、これは海老蔵が宝生流の能役者のもとを訪れたとき、そこに所蔵していた色々の能面を見せられて思いついたものだという。上の五つの面は、いずれも能狂言で使われるものである。
なお『中古戯場説』と『歌舞妓十八番考』は面箱の面が都鳥の一巻をくわえ、蓋が閉まるところでその後のことについては触れていない。しかしそこで幕になったとは当時の作劇上考えにくく、おそらくその後も芝居は続いたと見られるが、他に資料が無く確かなことは不明である。こののち二代目海老蔵は寛保2年（1742年）にも大坂で『七つ面』を演じており、この時は『星合栄景清』（ほしあいさかえかげきよ）という芝居の最後の幕に、悪七兵衛景清が源頼朝の命をねらうため、面打師に化けて頼朝の館に現れるという趣向であった。
天保3年（1832年）、『七つ面』は歌舞伎十八番に撰ばれはしたものの、当時すでに上演の絶えていたほかの十八番物と同様演じられることはなかったが、近代になると九代目市川團十郎が明治26年（1893年）の歌舞伎座で『新七つ面』を上演した。これは新歌舞伎十八番として福地桜痴の脚本により、豊臣秀吉の家来である曽呂利新左衛門が七つの面を使っての所作事を見せるものであった。この『新七つ面』はのちに七代目松本幸四郎も演じている。 その後昭和11年（1936年）の歌舞伎座で五代目市川三升が歌舞伎十八番の内として『七つ面』を上演し、この時は『中古戯場説』等を参考にして脚色された。昭和58年（1983年）には国立劇場で二代目尾上松緑によって上演されているが、これは『星合栄景清』に基づく脚色であった。『七つ面』はこのほかにも初代市川右團次や三代目市川猿之助などが手がけている。

## 「五つ」か「七つ」か
ところで『七つ面』については芝居の内容もさることながら、他にも大きな問題がある。それは上に紹介した内容を見ればわかるように、面が「尉」「塩吹」「般若」「姥」「武悪」の「五つ」しか出てこないことである。寛保2年の時の役者評を記した『役者和歌水』にも、「頼朝公を討（うた）ん為、面打（めんうち）大和の元興寺（がごぜ）赤右衛門と名を替（かへ）、笑尉（わらひぜう）釣眼（つりまなこ）虚言籟（うそふき）武悪（ぶあく）黒髭（くろひげ）の七面の形（かた）去りとはお上手…」とあり、ここでも面は五つしか出てこない。なお『星合栄景清』には絵本番付が伝存し、『七つ面』に当たる場面の絵を見ると確かに面箱は七つ描かれており、そのうちの五つは蓋が開けてあって五つの面が見え、それぞれ面の下に面の名も記してある。しかし残りの二つは蓋が閉じたままで面の名も記されない。
実は元文5年の時もまた寛保2年の時も二代目海老蔵が『七つ面』を演じたとされながら、そのいずれにも「七つ面」という外題が使われたという当時の資料や記録は見あたらないのである。要するに「七つ」というつもりでやっていたのかどうかわからないということである。他でも「七つ面」という外題の演目は確認されていない。もっとも『七つ面』という外題の由来は上にあげた『役者和歌水』にある「七面」から来ている可能性もあるが、「七面」と記していながら面は五つしか出てこないのが不可解である。五つがどうして七つになるのか、その事情については不明というほかない。しかしとにかく歌舞伎十八番が制定されて以降、『七つ面』という外題が通用してこの芝居は上演されるようにはなったのである。
平成28年（2016年）1月の初春花形歌舞伎において、11代目市川海老蔵は改良を加えた『七つ面』を演じた。基本的に、「七つ面」のほか「象引」「関羽」「不破」「嫐」「蛇柳」については、型や脚本は伝わっていないため、実際に演じるためには都度、新たに脚本を作ることとなる。平成28年1月の『七つ面』の場合には、7つの箱が置かれ、うち6つの箱は空いていた。空いていない1つの箱は最初に海老蔵演じる赤右衛門によって開かれ、七つ面の神体である双面（）の面であることがわかる。海老蔵の舞いでは開かれていた6つの面を全て使った。